# Alex Dunne
Alexander Dunne, dit Alex Dunne, né le 11 novembre 2005 dans le comté d'Offaly (Irlande), est un pilote automobile irlandais. Sacré champion de Formule 4 britannique en 2022 avec Hitech Grand Prix,,, il devient membre du McLaren Driver Development Programme en 2024.

## Biographie

### Karting
Dunne commence le karting dès l'âge de huit ans. Il décroche un grand nombre de victoires dans les compétitions locales. Dès 2015, il progresse dans les compétitions nationales où il remporte le Motorsport Ireland 'IRL' et le '0' Plates, ainsi que le Ironside Trophy. Il dispute ensuite le Super 1 National Championship au Royaume-Uni. Après deux années passées à courir toutes les compétitions des îles britanniques, Dunne rejoint le championnat d'Europe de karting en 2018,  qu'il dispute jusqu'en 2020. En 2019, il reporte la WSK Champions Cup.

### Formule 4
Dunne fait ses débuts en monoplace en 2021 avec Pinnacle Motorsport dans le championnat espagnol de Formule 4. Pour ses débuts dans le championnat, il décroche une pôle position, et après être retombé à la cinquième place en raison d'un mauvais départ, il termine troisième dès sa toute première course. Après trois manches, il se sépare de son équipe, et chute alors à la seizième place du championnat à la fin de la saison. Il annonce en septembre qu'il rejoint US Racing pour disputer le championnat allemand Formule 4. Lors de sa première course sur le circuit d'Hockenheim, le pilote irlandais décroche deux deuxièmes places, puis prochaine s'octroie deux pôles positions lors de la manche suivante. Il se classe huitième du championnat, battant un certain nombre de pilotes engagés à temps plein.

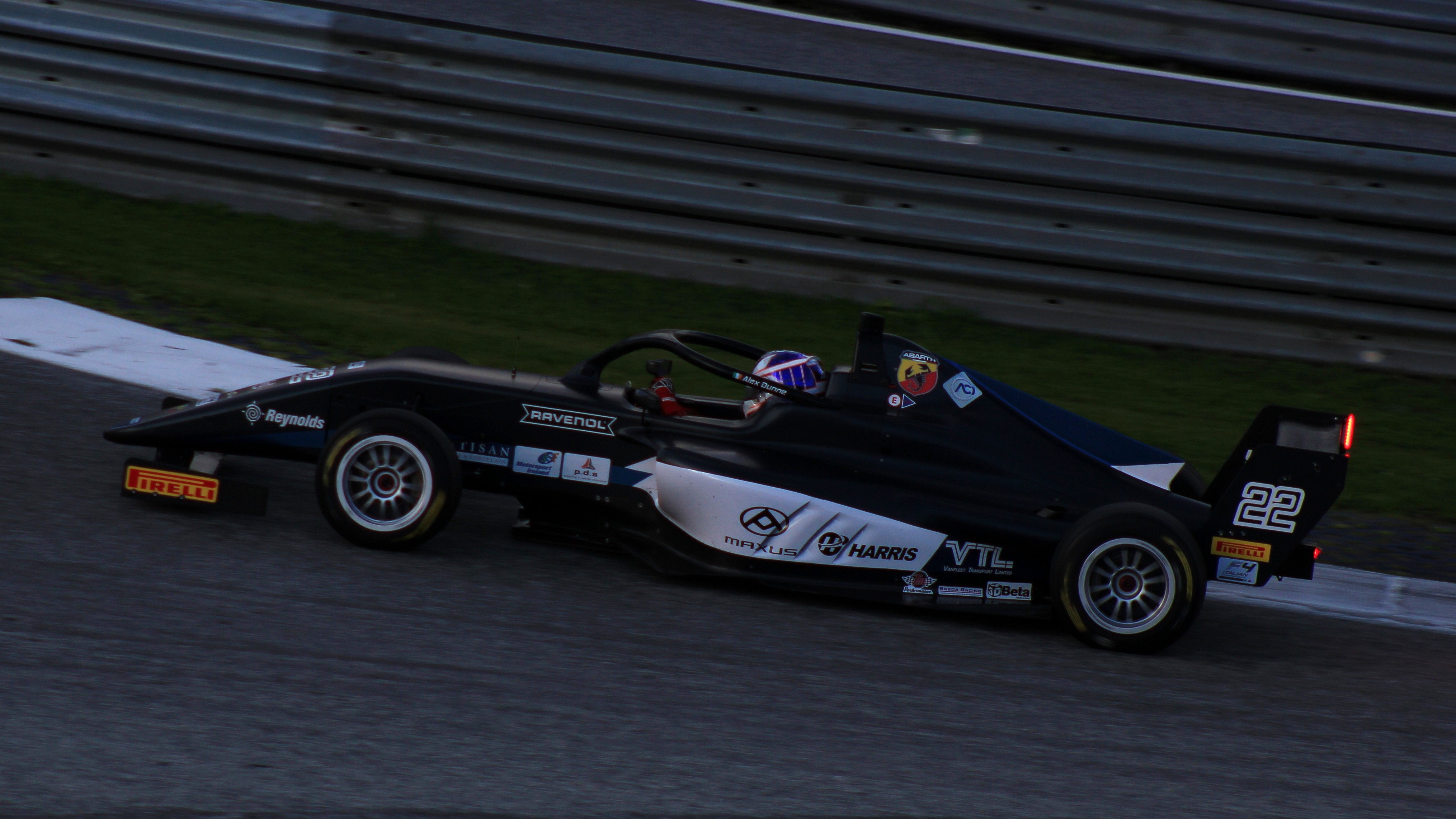
Alex Dunne en Formule 4 italienne en 2022 à Spielberg.

Début 2022, Dunne participe au championnat des Émirats Arabes Unis de Formule 4 avec Hitech GP, afin de préparer sa campagne européenne. Il obtient sa toute première victoire en monoplace sur le Dubaï Autodrome dans des circonstances inhabituelles : lors d'un drapeau rouge, à l'exception de Dunne, tous les pilotes se garent dans la voie des stands au lieu de la ligne droite principale, ce qui leur vaut d'être pénalisé de cinq secondes. Bien qu'il ait été dépassé par Andrea Kimi Antonelli à la relance, l'Irlandais reste très proche de l'Italien et remporte la victoire. Il remporte une autre victoire lors de la dernière manche du championnat. Il se classe sixième du championnat.
Pour sa saison européenne, Dunne reste avec US Racing pour participer au championnat d'Italie de Formule 4 aux côtés de Kacper Sztuka, Marcus Amand, Pedro Perino et Nikhil Bohra. Lors de la première manche de la saison à Imola, Dunne réalise un triple podium après avoir dépassé Nikita Bedrin lors de la première course, avoir résisté aux attaques de Rafael Câmara jusqu'au drapeau à damier dans la deuxième, puis dans la troisième, malgré une erreur de pilotage en début de course. Cependant, malgré un podium à Misano et un autre à Spa-Francorchamps, il ne peut résister au retour des pilotes Prema, Câmara et Antonelli, qui le depassent au championnat. L'Irlandais obtient ses deux premières victoires dans le championnat au Red Bull Ring, décrochant également un podium supplémentaire, ce qui lui permet de réduire l'écart avec ses deux concurrents. Malgré trois deuxièmes places dans les deux épreuves restantes, Dunne doit cependant se contenter de la deuxième place du championnat, Antonelli ayant atteint une avance trop importante lors de la finale de la saison disputée au Mugello.

### Formule 3 britannique
Pour la saison 2023, Alex Dunne rejoint le Championnat de Grande-Bretagne de Formule 3 et retourne chez Hitech Grand Prix,. Il remporte cinq victoires tout au long de la saison dont deux doubles victoires à Spa-Francorchamps et à Zandvoort et monte sur deux autres podiums à Snetterton et à Donington Park. Il termine vice-champion derrière Callum Voisin avec un total de 466 points.

### Grand Prix de Macao de Formule 3
Les 18 et 19 novembre 2023, Dunne participe au Grand Prix de Macao de Formule 3. Lors des qualifications, il réalise le cinquième temps de la Q1 et le sixième temps de la Q2, ce qui lui permet de s'élancer sixième de la course qualificative. Durant cette course, il remonte au deuxième rang après un dépassement remarqué sur Gabriele Minì, mais il reste bloqué derrière Luke Browning. Lors de la course principale, il est victime d'un accident en ratant le point de corde en tentant de dépasser Browning.

### Formule 3 FIA

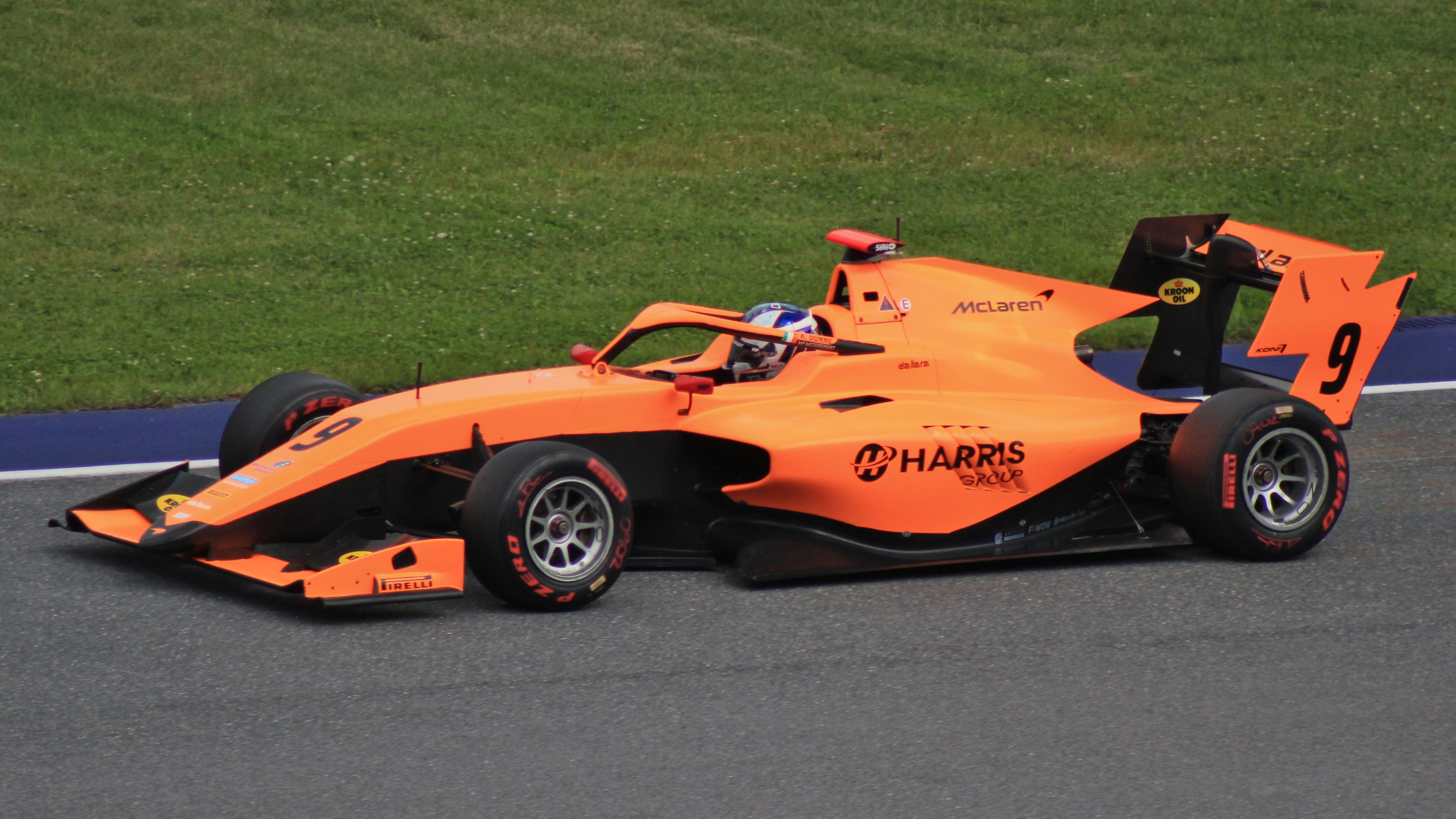
Alex Dunne en Formule 3 FIA en 2024 à Spielberg.

A l'automne 2023, Dunne dispute les essais d'après-saison de la Formule 3 FIA où il réalise le meilleur temps dans des conditions pluvieuses, six secondes devant Callum Voisin.  
En 2024, Dunne est titularisé pour la saison 2024 chez MP Motorsport aux côtés de Tim Tramnitz et de Kacper Sztuka. Il inscrit ses premiers points lors de la manche d'ouverture à Barhein en termiannt neuvième de la course principale puis septième de la course sprint à Melbourne,. A Imola, il se qualifie en cinquième position mais est ensuite disqualifié pour une infraction au règlement technique et n'inscrit aucun point sur cette manche. A Monaco, il est impliqué dans un carambolage lors du premier tour de la course sprint. À Barcelone, il réalise son meilleur résultat terminant deuxième de la course sprint après une bataille avec Mari Boya. En mai 2024, il rejoint le McLaren Driver Development Programme aux côtés de Martinius Stenshorne. 
En Autriche, il termine quatrième de la course sprint malgré un accrochage avec Sebastián Montoya puis dixième de la course principale. Le week-end de Silverstone est marqué par des accrochages dans les deux courses avec Charlie Wurz et Joshua Dufek. A Spa-Francorchamps, il se qualifie pour la première fois en première ligne. Lors de la course principale, il perd deux places au départ puis un passage dans les graviers le fait retomber dixième. Il se qualifie de nouveau en première ligne à Monza. Il fait une superbe course sprint où il dépasse ses adversaires pour terminer quatrième avant d'être promu troisième après une pénalité infligée à Montoya. Il mène quelques tours de la course principale avant de perdre du terrain et terminer quatrième. L'Irlandais termine quatorzième du championnat avec 50 points.

### Formule 2

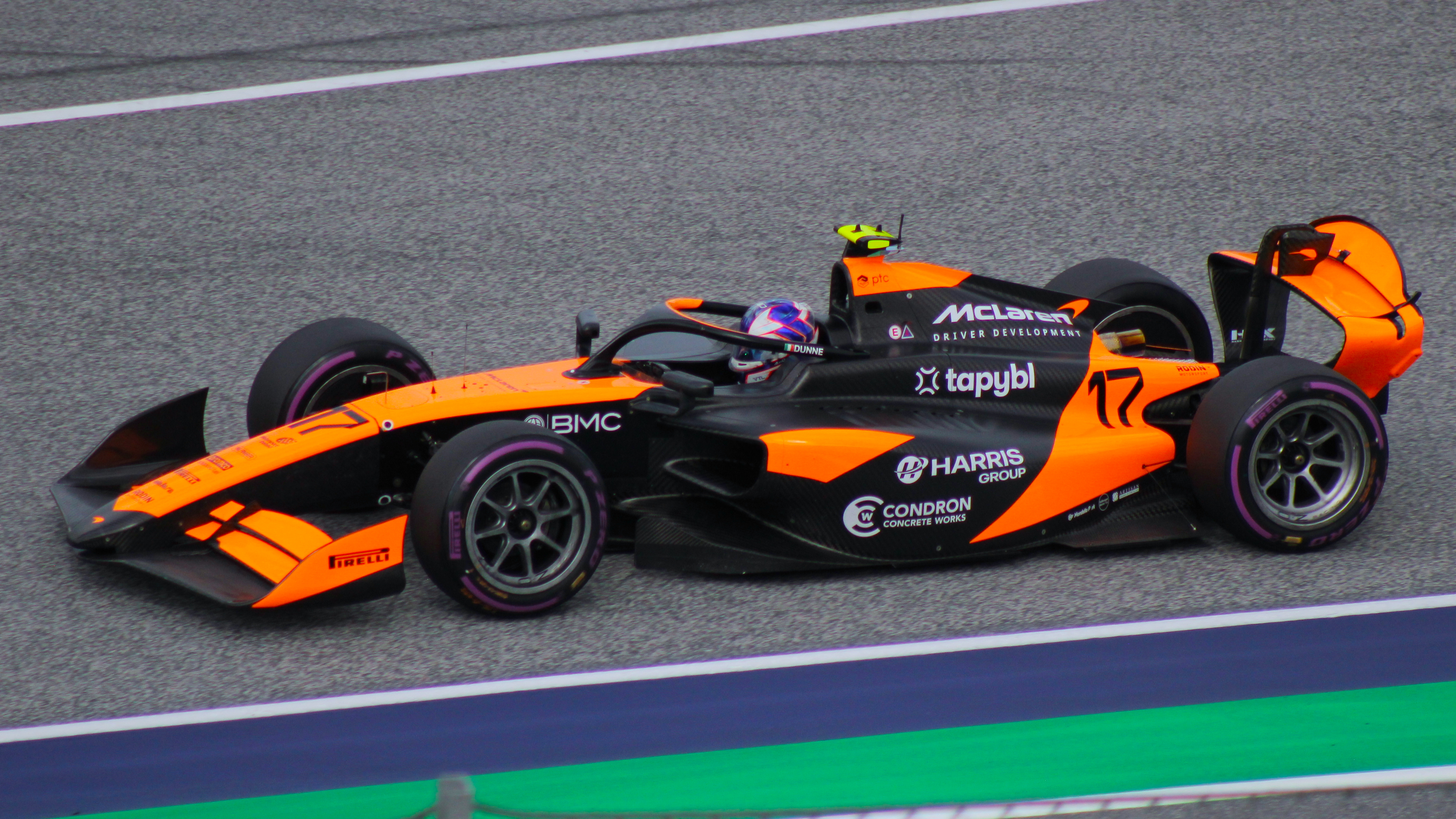
Alex Dunne en Formule 2 en 2025 à Spielberg.

En février 2025, Alex Dunne est promu en Formule 2 pour la saison 2025 où il rejoint Rodin Motorsport aux côtés d'Amaury Cordeel. Il remporte sa première victoire lors de la deuxième manche à Barhein en terminant avec plus de huit secondes d'avances sur Luke Browning après s'être élancé depuis la quatrième position. Il réitère cette performance deux manches plus tard à Imola en partant cette fois en cinquième position ce qui lui permet de prendre la t^te du championnat. A Monaco, il décroche sa première pole position 0,003 secondes devant Victor Martins mais lors de la course principale, il s'accroche avec le pilote français qui le dépasse à ce moment et provoque un carambolage impliquant 11 voitures dès le premier virage dans le premier tour. Il se voit infliger 10 places de pénalité sur la grille de départ de la manche de Barcelone. 
Il termine deuxième de la course sprint et cinquième de la course principale. En Autriche, il termine deuxième de la course principale mais est ensuite disqualifié pour une infraction au règlement technique.

## Carrière

### Résultats en monoplace
| Saison | Championnat                                      | Écurie                    | Courses | Victoires | Pole positions | Meilleurs tours | Podiums | Points | Classement |
| ------ | ------------------------------------------------ | ------------------------- | ------- | --------- | -------------- | --------------- | ------- | ------ | ---------- |
| 2021   | Championnat d'Espagne de Formule 4               | Pinnacle Motorsport       | 9       | 0         | 1              | 0               | 1       | 30     | 16e        |
| 2021   | Championnat d'Allemagne de Formule 4             | US Racing                 | 8       | 0         | 2              | 3               | 2       | 76     | 8e         |
| 2022   | Championnat des Émirats arabes unis de Formule 4 | Hitech Grand Prix         | 20      | 2         | 0              | 1               | 4       | 168    | 6e         |
| 2022   | Championnat de Grande-Bretagne de Formule 4      | Hitech Grand Prix         | 27      | 11        | 11             | 11              | 17      | 412    | Champion   |
| 2022   | Championnat d'Italie de Formule 4                | US Racing                 | 20      | 3         | 1              | 3               | 11      | 259    | 2e         |
| 2022   | Formule 4 UAE Trophy Round                       | Hitech Grand Prix         | 2       | 0         | 1              | 0               | 1       | -      | 4e         |
| 2023   | Championnat de Grande-Bretagne de Formule 3      | Hitech Grand Prix         | 23      | 5         | 1              | 8               | 7       | 466    | 2e         |
| 2024   | Formule 3 FIA                                    | MP Motorsport             | 20      | 0         | 0              | 0               | 2       | 50     | 14e        |
| 2024   | Coupe du Monde de Formule Régionale              | SJM PREMA Theodore Racing | 2       | 0         | 0              | 0               | 0       | N/A    | 8e         |
| 2025   | Formule 2                                        | Rodin Motorsport          | 19      | 2         | 2              | 3               | 6       | 124    | 5e         |